# Villa di Murlo

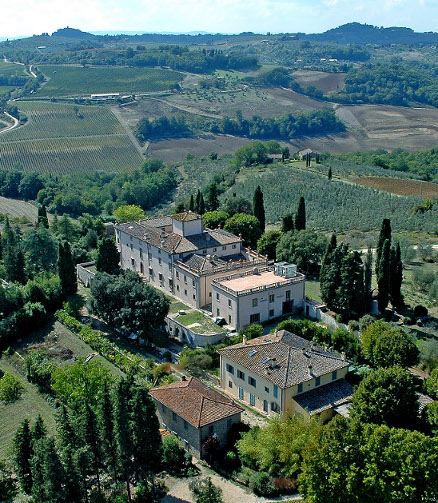
Villa di Murlo

La Villa di Murlo, originaria del XV secolo, si trova nel comune di San Casciano in Val di Pesa, lungo la strada di crinale che da Firenze, sulla sommità della valle del fiume Pesa, porta a Siena.

## Storia
Nella località di Murlo, compresa tra il fiume Pesa e il suo affluente Virginio, avevano fin dai tempi antichi numerosi possessi i Cavalcanti, potente famiglia guelfa di Firenze. L'antica proprietà feudale fu distrutta dai ghibellini vincitori a Montaperti e con essa il Castello di Monte Calvi. Di quanto rimase, suddiviso in poderi tra i vari membri della famiglia, Lorenzo Cavalcanti si occupò di ricostruire, apportare migliorie e ricomprare terreni confinanti, così come descrisse nella denuncia catastale del 1498. La figlia di Lorenzo, Contessina, sposerà Alessandro Malegonnelle, illustre uomo politico fiorentino, che accresce ancora la fattoria.
Nel 1560, rimasta vedova Contessina, la proprietà viene acquistata da Bongianni Gianfigliazzi.
Le Piante dei Capitani di Parte Guelfa del 1584 riportano una "Maestà dei Gianfigliazzi", che testimonia l'importanza della casa e della cappella che dell'epoca conserva nel catino absidale un affresco raffigurante San Francesco che riceve le stimmate.
Nel 1617 viene acquistata dai fratelli Angelo e Francesco Baldocci, patrizi fiorentini, che intraprendono una imponente ristrutturazione con ampliamento della villa e della cappella.
Nel Settecento passa in eredità ad un nipote, Leonardo Spinelli Baldocci, il quale, morendo a sua volta senza figli, lascia eredi nel 1812 Spinello Gaetano e Carlo.
I due fratelli amministrano un considerevole patrimonio, anche sotto il profilo artistico, avendo ricevuto, oltre alle consistenze dei Baldocci e degli Spinelli, anche quelle dei Dell'Antella, in cui erano confluite le carte del prezioso Archivio Vasari. Queste venivano custodite in una stanza adiacente alla biblioteca, al primo piano della villa.
Nel 1882 la casata Spinelli si estingue e la proprietà passa a Cesare Rasponi Bonanzi, figlio di Spinella Amata Spinelli (1795-1833) e del conte Gabriele Rasponi Bonanzi di Ravenna (1787-1849). Questi sposa la cugina, Letizia Rasponi Murat, che porta nella villa alcuni cimeli di Napoleone Bonaparte in una stanza a lui dedicata.
L'ultimo conte Rasponi, figlio di Carlo Rasponi Bonanzi, Leone, muore senza eredi diretti nel 1952.

## Architettura
L'attuale impianto fu progettato, su incarico della famiglia Baldocci, da Bernardino Ciurini agli inizi del'700.
Un consistente impegno di maestranze contribuì a realizzare, negli anni tra il 1723 e il 1740, il nuovo complesso architettonico.
L'architetto castellano si avvalse della collaborazione di Giovanni Martino Portogalli, noto stuccatore ticinese con cui, negli stessi anni, intraprendente varie collaborazioni, tra cui il Palazzo Martelli a Firenze; di Anton Domenico Giarrè e Giovan Filippo Giarrè, pittori bolognesi a cui si devono le vedute affrescate del salone al piano terreno e del piano superiore.
Fu ampliata la parte cinquecentesca della villa, le cui proporzioni sono chiaramente conservate nella facciata sud-ovest, fino ad inglobare l'antica casa da lavoratore quattrocentesca.
L'ampia facciata principale, che si eleva sull'antico prato antistante la casa, conserva nel suo ricercato disegno un fastoso stile barocco di impronta romana, del tutto originale per la campagna fiorentina, con il tetto coronato da trionfi che ornano una spalliera sostenuta da eleganti colonnine, lapidee nella parte più antica e in cotto nell'aggiunta settecentesca.
La facciata est si distende lungo la collina e ha di fronte il prato rialzato, ornato con geometria all'italiana che ha permesso la costruzione delle estese cantine sottostanti, un imponente complesso di volumi con volte a botte finestrate e grandi portoni d'uscita verso i giardini a valle.
Entrambe le facciate, benché rese asimmetriche dall'intervento settecentesco, mantengono l'antico carattere con i tre spartiti di finestre, inginocchiate a piano terra, con cornici lapidee al primo piano, più piccole al secondo.
La cappella, posta alla sommità dell'asse longitudinale su cui si distende la villa, come a concluderne la prospettiva in una quinta scenica, conserva un elegante disegno a pianta centrale di tardo Cinquecento, con la cupola ornata da una copertura di cotto a scaglie.
L'elegante facciata fu probabilmente ridisegnata nel corso dell'ampliamento settecentesco come si legge all'interno nella scritta dedicatoria di Settimia Guadagni Baldocci.